# Чремушница (Гвозд)
Чремушница (до 1991. године Цремушница) је насељено мјесто у општини Гвозд, на Кордуну, Република Хрватска.

## Историја
Чремушница се од распада Југославије до августа 1995. године налазила у Републици Српској Крајини.

## Становништво
На попису становништва 2011. године, Чремушница је имала 103 становника.
Према попису становништва из 2001. године Чремушница има 85 становника. Многи становници српске националности напустили су село током операције „Олуја“ 1995. године.

## Попис 1991.
На попису становништва 1991. године, насељено место Цремушница је имало 390 становника, следећег националног састава:
| Попис 1991.‍ | Попис 1991.‍ | Попис 1991.‍ | Попис 1991.‍ | Попис 1991.‍ |
| ----------- | ----------- | ----------- | ----------- | ----------- |
|             |             |             |             |             |
| Срби        | Срби        |             | 361         | 92,56%      |
| Хрвати      | Хрвати      |             | 25          | 6,41%       |
| Југословени | Југословени |             | 3           | 0,76%       |
| Мађари      | Мађари      |             | 1           | 0,25%       |
| укупно: 390 |             |             |             |             |

## Аустроугарскипопис 1910.
На попису 1910. године насеље Чремушница је имало 841 становника, следећег националног састава:
- укупно: 841
- Срби — 770 (91,55%)
- Хрвати — 71 (8,44%)